# Cougar Force
Cougar Force est un jeu vidéo d'action développé par Coktel Vision, édité Tomahawk. Il est sorti en 1990 sur DOS, Amiga et Atari ST.

## Accueil
- Computer and Video Games : 60 % (Amiga)[1]